# داگون اومایف
داگون ابراهیموویچ اومایف (۵ مه ۱۹۴۳، سرژن یورت، جمهوری سوسیالیستی خودمختار شوروی چچن-اینگوش - ۳۰ آوریل ۲۰۱۹، گروزنی) بازیگر تئاتر و فیلم اهل چچن شوروی و روسیه بود. از فیلم‌هایی که وی در آنها بازی کرده‌است می‌توان به فیلم در شن‌های سیاه اشاره نمود.